# Fårhuset
Fårhuset är en novell skriven av Heðin Brú och släpptes år 1966 i novellsamlingen Fjällskugga och andra noveller från Färöarna. Den handlar om två pojkar som ensamma ska valla får och råkar ut för oväder. Ensamheten påverkar pojkarna och drar upp gamla minnen. 